# Konrad Nielsen
Konrad Hartvig Isak Rosenvinge Nielsen, né le 28 aout 1875 et mort le 27 novembre 1953 à Oslo, est un philologue norvégien. Il a été, durant la majorité de sa carrière, professeur à l’université du roi Frédéric (université d’Oslo), lexicographe et traducteur. Il était spécialisé dans les langues sames.

## Distinctions
- Chevalier de l'ordre royal de l'Étoile polaire.